# Hortipes platnicki
Hortipes platnicki là một loài nhện trong họ Corinnidae.
Loài này thuộc chi Hortipes. Hortipes platnicki được miêu tả năm 2000 bởi Bosselaers & Rudy Jocqué.